# Soy Sauce (álbum)
Soy Sauce es el tercer Álbum  de Instituto Mexicano del Sonido estrenado en el año 2009 por la discográfica Nacional Records.

## Listado de pistas[2]
1. Cumbia
2. Alocatel
3. Yo Digo Baila
4. White Stripes
5. Hiedra Venenosa
6. Te Quiero Mucho
7. Jalale
8. Comite Culificador Part 1
9. Comite Culificador Part 2
10. Karate Kid 2
11. Reventon
12. Sinfonia Agridulce
13. Alocatel
14. Chiflideur